# Iran (el Pont de Suert)
Iran és un poble del municipi del Pont de Suert, a l'Alta Ribagorça. Formà part del terme de Llesp fins a llur incorporació al Pont de Suert el 1965.
En la proposta derivada de l'informe popularment denominat Informe Roca, es preveia integrar els pobles de Llesp, Iran i Irgo en el terme municipal de la Vall de Boí.
Està situat a 1.280,4 metres d'altitud, al costat de llevant de la vall de la Noguera de Tor just en el lloc on aquesta comença a ser la Vall de Boí.
S'accedeix al poble per una pista asfaltada i estreta, que mena des del quilòmetre 7 de la carretera L-500, al nord-est de Cóll a El Pont de Suert passant per Irgo, Igüerri i Gotarta.
El dia 23 de novembre, festa de Sant Climent i, per tant, patró del lloc, es feia una gran xocolatada amb coca.
A Iran quan hi havia més habitants, era costum el primer dia de març, que una dona amb braç d'alls, passés per totes les cases del poble (els alls feien marxar els mals esperits) i cantaven una tonada perquè la serp, símbol de tot mal, no piqués ningú del poble.
Posseeix una petita església d'una nau, amb absis semicircular i un campanar d'espadanya de dos ulls. És d'estil romànic, dedicada a sant Climent.
Hi ha jaciments de carbó sense explotar a la pleta de Simó.

## Etimologia
El nom del poble prové del basc, i significa "poble gran". La primera part del topònim, Ir- és el mateix component d'Irgo i Erill, entre d'altres. És l'element que significa poble.

## Història
El 1787 consten a Iran 23 habitants.
Iran va tenir ajuntament propi des de la formació dels ajuntaments moderns a partir de la promulgació de la Constitució de Cadis, i el va mantenir fins al 1847, any en què es va veure obligat a unir-se a Llesp en no arribar als 30 veïns (caps de família) que exigia la nova llei municipal aprovada dos anys abans.
Pascual Madoz, en el seu Diccionario geográfico... del 1849 descriu el poble dient que és dalt d'un turó a la dreta del barranc del mateix nom que el poble; el combaten tots els vents, i el seu clima és bastant fred i propens a inflamacions. El poble, segons ell, està format per cinc cases petites que, amb l'església, formen un carrer petit, però pla, sense empedrar. L'església era annexa de la parròquia d'Irgo; el cementiri, dins de la població, és suficient i ventilat. Al voltant del poble hi ha fonts que l'abasteixen d'aigua per al consum, rentar la roba i per al bestiar.
Esmenta l'existència d'una mina de vernís que estava sense explotar, però que pensaven fer-ho. El terreny d'Iran era muntanyós, fluix i trencat, i la part dedicada al conreu conté 48 jornals de secà i 30 de regadiu, entre prats i horts, a més de bosc per a llenya. La terra se sol obtenir de rompre el bosc, explotar-la uns anys, i tornar-la deixar després. Iran produeix poc: sègol, llegums, patates i prats; hi ha bestiar de llana, amb una producció d'unes 6 roves, així com unes quantes cabres, vaques, porcs i ases i mules necessaris per al treball dels camps. Constituïen el poble 4 veïns i 22 habitants.
El 1981 ja només conservava 4 habitants, que el 2006 quedaven augmentats a 11. El 2019 en tenia 6.